# Jadav Payeng
Jadav Payeng (assamais : যাদৱ পায়েং) dit Molai Payeng, né en 1963 dans l'État d'Assam en Inde, est un militant environnemental et travailleur forestier indien de la tribu des Misings.

## Biographie
Sur plusieurs décennies, Jadav Payeng a planté seul des arbres sur un banc de sable du fleuve Brahmapoutre, transformant le banc de sable en réserve forestière. La forêt, qu'il a baptisée « forêt Molai »,, est proche de Jorhat dans l'État d'Assam et couvre une superficie d'environ 550 hectares,.
Le 6 janvier 2022, l'émission « Envoyé spécial », de France 2, a consacré à l'action de Jadav Payeng sur l'île de Majuli un reportage télévisé long format.